# Aleksandar I. Gruzijski
Aleksandar I. Gruzijski, poznat još i kao Aleksandar I. Veliki (gruz. ალექსანდრე I დიდი; 1386. – 1445. ili 1446.), iz dinastije Bagration, bio je kralj Gruzije od 1412. do 1442. godine. Usprkos naporima da obnovi zemlju iz ruševina koje su ostale od turkmensko-mongolskih invazija na Gruziju, Gruzija se nikad nije oporavila, te se suočila s daljnjom fragmentacijom, koja je uslijedila nakon duljeg razdoblja stagnacije. Aleksandar je bio posljednji vladar ujedinjene Gruzije, koji je bio relativno slobodan od strane dominacije Godine 1442., abdicirao je s prijestolja i povukao se u samostan.

## Život
Aleksandar je bio najstariji sin Konstantina I. i njegove supruge Natije, kćeri gruzijskog princa i diplomata Kutsne Amirejibija. Odgajala ga je njegova baka (Natijina majka) Rusa (umrla 1413.), obrazovana i religiozna plemkinja, koja je uvelike utjecala na preokupacije budućeg kralja i njegovo entuzijazam za vjerskom izgradnjom.
Svojim usponom na prijestolje (1412.) Aleksandar se preselio u zapadnu Gruziju i posredovao u miru između svojih vazala, suparničkih prinčeva Mingrelije i Abhazije. Tada je, 1414. godine, u bitci susreo pobunjenog princa, atabega Ivana II. Džakelija od Meshetije i prisilio ga na pokornost. Nakon suočavanja s feudalnim problemima, on je, potpomognut katolikosom-patrijarhom .Šiom II., započeo program obnove glavnih gruzijskih tvrđava i crkava. Svojim je podanicima nametnuo privremeni porez na gradnju od 1425. do 1440. godine, ali unatoč kraljevim naporima mnogi su gradovi i sela, koji su jednom procvjetali, ostali u ruševini i zarasli u šumu.
Godine 1431. ponovno je pod svoju vlast vratio Lori, koji su okupirali Turkmeni Kara Koyunlua, te odatle često pustošili po južnoj Gruziji, i opljačkali Ahalcihe 1416. godine. Oko 1434/5. godine, Aleksandar je ohrabrio armenskog princa Beshkena II., da napadne klanove Kara Koyunlu u Sjuniku, a za njegovu pobjedu dodijelio mu je Lori pod uvjetima vazala. Godine 1440., Aleksandar je odbio platiti danak Džahan-šahu iz Kara Kouynlu, pa je on upao u Gruziju s 20 000 vojnika i uništio grad Samshvilde i opljačkao glavni grad Tbilisi. Izmasakrirao je tisuće kršćana, izrekao tešku odštetu za Gruziju i vratio se u Tabriz.
Kako bi smanjio moć često pobunjene aristokracije, imenovao je svoje sinove - Vahtanga, Dmitra i Đure - za svoje suvladare u Kahetiji, Imeretiji i Kartliji. To se, međutim, pokazalo čak opasnim za integritet kraljevstva, i krhko jedinstvo koje je čuvao Aleksandar uskoro će nestati pod njegovim sinovima. Iz tog se razloga za Aleksandra Velikog često tvrdi da je dezintegrirao Gruziju, te da ne zaslužuje njegov epitet "Veliki" koji mu je dodijelio njegov narod. Međutim, ovaj naziv potječe iz njegova vremena, a kao što moderni gruzijski povjesničar Ivan Džavahišvili pretpostavlja, moglo bi biti povezani s velikim projektima obnove koje je pokrenuo kralj i njegovim početnim uspjehom u borbi s turkmenskim nomadima.
Shrvan zemaljskim nevoljama svog kraljevstva, Aleksandar je abdicirao s prijestolja 1442. godine i povukao se u samostan pod monaškim imenom Atanazije.

## Brakovi i djeca
Oženio se oko 1411. s Dulanduhtom, kćerkom Beškena II. iz dinastije Orbeliani, s kojom je dobio dva sina:
- Vahtang IV., kralj Gruzije
- Kći (oko 1411. - oko 1438.) koja se udala 1425. godine za cara Ivana IV. Komnena[4]
- Dmitar (oko 1413. – 1453.), suvladar u Imeretiji; otac Konstantina II.

Aleksandrov drugi brak s Tamarom (umrla nakon 1441.), kćerkom princa Aleksandra I. od Imeretije, sklopljen je 1414. godine. Njihova su djeca bila:
- Đuro VIII., prvi kralj neovisne Kahetije
- David, katolikos-patrijarh Gruzije, posvećen 1426. godine.
- Zaal (rođen oko 1428. - umro nakon 1442.), Aleksandrov peti sin, šesto i posljednje dijete. Otac ga je 1433. godine učinio su-kraljem.